# معروفی بلخی
ابوعبدالله محمد پسر حسن معروفی بلخی زاده شهر بلخ بود. او هم‌دوره با رودکی و شهید بلخی بوده‌است.
معروفی مدح‌کنندهٔ عبدالملک بن نوح سامانی (۳۴۳-۳۵۰ (هجری)) بوده‌است. شعر زیر از اوست:
| این دل مسکین من اسیر هوا شد     |  | پیش هزاران هزار گونه بلا شد     |
| جادوکی بند کرد و حیلت بر ما     |  | بندش بر ما برفت و حیله روا شد   |
| حکم قضا بود و این قضا به دلم بر |  | محکم از آن شد که یار یارِ قضا شد |
| هرچه بگویم ز من، نگر که نگیری   |  | عقل جدا شد ز من که یار جدا شد   |